# Pione typica
Pione typica är en svampdjursart som först beskrevs av Giovanni Domenico Nardo 1833.  Pione typica ingår i släktet Pione och familjen borrsvampar. Inga underarter finns listade i Catalogue of Life.